# Pohár SKFS 2017/2018
AGRO CS Pohár SKFS 2017/18 byl krajský fotbalový pohár hraný na území středočeského kraje, který se hrál v období od srpna 2017 do června 2018. Vítězem se stal klub TJ Sokol Vyšehořovice.

## Formát soutěže
Pohár SKFS se hraje vyřazovacím systémem na jeden zápas, kromě finále které se hraje na dva zápasy doma-venku. Pokud zápas skončí remízou, následuje penaltový rozstřel.

## Přihlášené týmy
Pro účastníky Přeboru Středočeského kraje a I.A třídy Středočeského kraje byla účast v krajském poháru povinná. Přihlásit se také mohlo kterékoliv mužstvo z I.B třídy Středočeského kraje a vítězové okresních fotbalových pohárů.
| Přebor Středočeského kraje | I.A třída Středočeského kraje | I.B třída Středočeského kraje | Okresní přebor                    | III. třída     |
| --- | --- | --- | --------------------------------- | -------------- |
| - TJ Sokol Libiš - SK Sparta Kutná Hora - AFK Tuchlovice - SK Rejšice - Sokol Nové Strašecí - SK Poříčany - SK Posázavan Poříčí nad Sázavou - SK Slaný - SK Hvozdnice - Český lev-Union Beroun - SK Lhota - AFK Sokol Semice - SK Spartak Příbram - FC Horky nad Jizerou - Sokol Nespeky - TJ Klíčany | - TJ Jíloviště - Mnichovohradišťský SK - TJ Kovohutě Podlesí - SK Votice - SK Černolice - Sokol Klecany - Union Cerhovice - Viktoria Vestec - FC 05 Zavidov - SK Nový Knín - FK Mníšek pod Brdy - SK Hostomice pod Brdy - FK Bohemia Poděbrady - FC Velim - SK Union Čelákovice - TJ Záryby - SK Kosmonosy - Sokol Luštěnice - FK Pšovka Mělník - TJ Jawa Divišov - FK Kavalier Sázava - TJ SK Hřebeč - SK Baník Libušín - TJ Kly - Sokol Pěčice - FK Slovan Lysá nad Labem - TJ Sokol Vyšehořovice - FC Jílové - FK Uhlířské Janovice - SK Tochovice - FK Kosoř - FK Komárov | - Sokol Vraný - TJ Unhošť - SK Doksy - FK Loučeň - TJ Pátek - TJ Star Tupadly - TJ Liblice - AFK Kácov - FK Týnec nad Sázavou - Spartak Průhonice - TJ Sokol Sedlec-Prčice - AFK Loděnice - TJ Mnichovice - TJ Jiskra Struhařov - TJ Sokol Holubice - AFK Libčice nad Vltavou | - FK Kněževes - TJ Sokol Rosovice | - FK Bílkovice |

- FK Kněževes nasazen jako loňský vítěz Okresního poháru v okrese Rakovník[1].
- TJ Sokol Rosovice nasazen jako loňský vítěz Okresního poháru v okrese Příbram[2].
- FK Bílkovice nasazen jako loňský vítěz Okresního poháru v okrese Benešov[3].

## Zápasy

### Předkolo
Zdroje: 
| Domácí            | Výsledek | Hosté           |
| ----------------- | -------- | --------------- |
| FK Kněževes       | 2:5      | FC 05 Zavidov   |
| TJ Sokol Rosovice | 4:3      | SK Nový Knín    |
| FK Bílkovice      | 2:1 pen  | TJ Jawa Divišov |

### 1. kolo
Zdroje: 
| Domácí                   | Výsledek | Hosté                           |
| ------------------------ | -------- | ------------------------------- |
| TJ SK Hřebeč             | 3:1      | SK Lhota                        |
| SK Union Čelákovice      | 2:3      | Sokol Klecany                   |
| FK Týnec nad Sázavou     | 6:1      | SK Černolice                    |
| TJ Star Tupadly          | 3:4      | SK Sparta Kutná Hora            |
| TJ Záryby                | 1:0      | TJ Klíčany                      |
| AFK Kácov                | 4:1      | FK Uhlířské Janovice            |
| TJ Sokol Rosovice        | 1:7      | TJ Kovohutě Podlesí             |
| AFK Libčice nad Vltavou  | 4:0      | TJ Kly                          |
| SK Tochovice             | 2:1      | SK Spartak Příbram              |
| TJ Pátek                 | 2:0      | FK Bohemia Poděbrady            |
| TJ Liblice               | 6:1      | AFK Sokol Semice                |
| TJ Mnichovice            | 2:7      | TJ Sokol Vyšehořovice           |
| FC Velim                 | 2:3      | SK Poříčany                     |
| Union Cerhovice          | 1:2      | Český lev-Union Beroun          |
| FK Pšovka Mělník         | 0:7      | TJ Sokol Libiš                  |
| SK Hostomice pod Brdy    | 2:1      | FK Komárov                      |
| TJ Unhošť                | 0:3      | TJ Jíloviště                    |
| FC 05 Zavidov            | 2:5      | AFK Tuchlovice                  |
| AFK Loděnice             | 2:3 pen  | FK Kosoř                        |
| Spartak Průhonice        | 2:3      | Viktoria Vestec                 |
| TJ Sokol Holubice        | 2:3 pen  | SK Baník Libušín                |
| Sokol Nové Strašecí      | 5:0      | SK Doksy                        |
| Sokol Vraný              | 1:8      | SK Slaný                        |
| FK Mníšek pod Brdy       | 2:5      | SK Hvozdnice                    |
| Mnichovohradišťský SK    | 0:1      | SK Kosmonosy                    |
| Sokol Pěčice             | 2:4      | SK Horky nad Jizerou            |
| TJ Sokol Sedlec-Prčice   | 3:4 pen  | SK Votice                       |
| FK Slovan Lysá nad Labem | 1:3      | SK Rejšice                      |
| FC Jílové                | 1:5      | SK Posázavan Poříčí nad Sázavou |
| FK Kavalier Sázava       | 2:1 pen  | Sokol Nespeky                   |
| FK Loučeň                | 0:1 pen  | Sokol Luštěnice                 |
| FK Bílkovice             | 1:2      | TJ Jiskra Struhařov             |

### 2. kolo
Zdroje: 
| Domácí                  | Výsledek | Hosté                           |
| ----------------------- | -------- | ------------------------------- |
| SK Tochovice            | 2:0      | TJ Kovohutě Podlesí             |
| AFK Kácov               | 2:0      | SK Sparta Kutná Hora            |
| Viktoria Vestec         | 4:1      | TJ SK Hřebeč                    |
| FK Kosoř                | 4:2      | AFK Tuchlovice                  |
| Sokol Klecany           | 4:0      | TJ Záryby                       |
| SK Baník Libušín        | 2:3 pen  | SK Slaný                        |
| Sokol Luštěnice         | 2:5      | SK Rejšice                      |
| SK Kosmonosy            | 0:4      | FC Horky nad Jizerou            |
| FK Týnec nad Sázavou    | 5:1      | SK Hvozdnice                    |
| AFK Libčice nad Vltavou | 1:3      | TJ Sokol Libiš                  |
| TJ Pátek                | 0:2      | SK Poříčany                     |
| TJ Liblice              | 2:4      | TJ Sokol Vyšehořovice           |
| TJ Jiskra Struhařov     | 3:0      | FK Kavalier Sázava              |
| TJ Jíloviště            | 2:0      | Sokol Nové Strašecí             |
| SK Votice               | 3:2 pen  | SK Posázavan Poříčí nad Sázavou |
| SK Hostomice pod Brdy   | 2:9      | Český lev-Union Beroun          |

### Pavouk
Zdroje: 
|  | Osmifinále             | Osmifinále            |                       |    | Čtvrtfinále | Čtvrtfinále |  |  | Semifinále | Semifinále |  |  | Finále | Finále |
|  |                        |                       |                       |    |             |             |  |  |            |            |  |  |        |        |
|  |                        |                       |                       |    |             |             |  |  |            |            |  |  |        |        |
|  |                        |                       |                       |    |             |             |  |  |            |            |  |  |        |        |
|  | TJ Jiskra Struhařov    | 3                     |                       |    |             |             |  |  |            |            |  |  |        |        |
|  | TJ Jiskra Struhařov    | 3                     |                       |    |             |             |  |  |            |            |  |  |        |        |
|  | AFK Kácov              | 4                     |                       |    |             |             |  |  |            |            |  |  |        |        |
|  | AFK Kácov              | 4                     | AFK Kácov             | 1  |             |             |  |  |            |            |  |  |        |        |
|  |                        |                       | AFK Kácov             | 1  |             |             |  |  |            |            |  |  |        |        |
|  |                        | TJ Sokol Vyšehořovice | 2                     |    |             |             |  |  |            |            |  |  |        |        |
|  | TJ Sokol Vyšehořovice  | TJ Sokol Vyšehořovice | 2                     | 13 |             |             |  |  |            |            |  |  |        |        |
|  | TJ Sokol Vyšehořovice  |                       |                       | 13 |             |             |  |  |            |            |  |  |        |        |
|  | SK Poříčany            | 2                     |                       |    |             |             |  |  |            |            |  |  |        |        |
|  | SK Poříčany            | 2                     | TJ Sokol Vyšehořovice | 5  |             |             |  |  |            |            |  |  |        |        |
|  |                        |                       | TJ Sokol Vyšehořovice | 5  |             |             |  |  |            |            |  |  |        |        |
|  |                        | TJ Sokol Libiš        | 3                     |    |             |             |  |  |            |            |  |  |        |        |
|  | Sokol Klecany          | TJ Sokol Libiš        | 3                     | 0  |             |             |  |  |            |            |  |  |        |        |
|  | Sokol Klecany          |                       |                       | 0  |             |             |  |  |            |            |  |  |        |        |
|  | TJ Sokol Libiš         | 4                     |                       |    |             |             |  |  |            |            |  |  |        |        |
|  | TJ Sokol Libiš         | 4                     | TJ Sokol Libiš        | 3  |             |             |  |  |            |            |  |  |        |        |
|  |                        |                       | TJ Sokol Libiš        | 3  |             |             |  |  |            |            |  |  |        |        |
|  |                        | FC Horky nad Jizerou  | 1                     |    |             |             |  |  |            |            |  |  |        |        |
|  | FC Horky nad Jizerou   | FC Horky nad Jizerou  | 1                     | 5  |             |             |  |  |            |            |  |  |        |        |
|  | FC Horky nad Jizerou   |                       |                       | 5  |             |             |  |  |            |            |  |  |        |        |
|  | SK Rejšice             | 3                     |                       |    |             |             |  |  |            |            |  |  |        |        |
|  | SK Rejšice             | 3                     | TJ Sokol Vyšehořovice | 3  |             |             |  |  |            |            |  |  |        |        |
|  |                        |                       | TJ Sokol Vyšehořovice | 3  |             |             |  |  |            |            |  |  |        |        |
|  |                        | TJ Jíloviště          | 3                     |    |             |             |  |  |            |            |  |  |        |        |
|  | SK Tochovice           | TJ Jíloviště          | 3                     | 3  |             |             |  |  |            |            |  |  |        |        |
|  | SK Tochovice           |                       |                       | 3  |             |             |  |  |            |            |  |  |        |        |
|  | Český lev-Union Beroun | 1                     |                       |    |             |             |  |  |            |            |  |  |        |        |
|  | Český lev-Union Beroun | 1                     | SK Tochovice          | 2  |             |             |  |  |            |            |  |  |        |        |
|  |                        |                       | SK Tochovice          | 2  |             |             |  |  |            |            |  |  |        |        |
|  |                        | SK Votice             | 3                     |    |             |             |  |  |            |            |  |  |        |        |
|  | FK Týnec nad Sázavou   | SK Votice             | 3                     | 0  |             |             |  |  |            |            |  |  |        |        |
|  | FK Týnec nad Sázavou   |                       |                       | 0  |             |             |  |  |            |            |  |  |        |        |
|  | SK Votice              | 7                     |                       |    |             |             |  |  |            |            |  |  |        |        |
|  | SK Votice              | 7                     | SK Votice             | 1  |             |             |  |  |            |            |  |  |        |        |
|  |                        |                       | SK Votice             | 1  |             |             |  |  |            |            |  |  |        |        |
|  |                        | TJ Jíloviště          | 4                     |    |             |             |  |  |            |            |  |  |        |        |
|  | TJ Jíloviště           | TJ Jíloviště          | 4                     | 3  |             |             |  |  |            |            |  |  |        |        |
|  | TJ Jíloviště           |                       |                       | 3  |             |             |  |  |            |            |  |  |        |        |
|  | SK Slaný               | 0                     |                       |    |             |             |  |  |            |            |  |  |        |        |
|  | SK Slaný               | 0                     | TJ Jíloviště          | 4  |             |             |  |  |            |            |  |  |        |        |
|  |                        |                       | TJ Jíloviště          | 4  |             |             |  |  |            |            |  |  |        |        |
|  |                        | FK Kosoř              | 1                     |    |             |             |  |  |            |            |  |  |        |        |
|  | FK Kosoř               | FK Kosoř              | 1                     | 3  |             |             |  |  |            |            |  |  |        |        |
|  | FK Kosoř               |                       |                       | 3  |             |             |  |  |            |            |  |  |        |        |
|  | Viktoria Vestec        | 1                     |                       |    |             |             |  |  |            |            |  |  |        |        |
|  | Viktoria Vestec        | 1                     |                       |    |             |             |  |  |            |            |  |  |        |        |

### Finále
| 24. května 2018 | TJ Sokol Vyšehořovice | 0 : 2 (0:0) | TJ Jíloviště | stadion, Vyšehořovice |  |  |
|                 |                       | Report      |              |                       |  |  |
|                 |                       |             |              |                       |  |  |

| 6. června 2018 | TJ Jíloviště | 1 : 3 | TJ Sokol Vyšehořovice | stadion, Jíloviště |  |  |
| 18:00          |              |       |                       |                    |  |  |
|                |              |       |                       |                    |  |  |

- TJ Sokol Vyšehořovice zvítězil díky většímu množství branek nastřílených na hřišti soupeře.